# Мартинес, Хосе Мария
Хосе Мария Мартинес Салинас (исп. José María Martinez Salinas; 1780, Комаягуа — после 1838) — политический, государственный и военный деятель Гондураса, занимавший пост исполняющего обязанности Верховного правителя штата Гондурас  с 1 января по 28 мая 1837 и с 3 сентября по 12 ноября 1838 года.

## Биография
Военный по профессии и политик, сторонник  независимости Гондураса. Был избран Законодательным собранием и. о. верховного правителя штата Гондурас (председателем Представительного совета, отвечающего за исполнительную власть).
Независимый политик, который занимал пост и.о. главы Гондураса в 1837 и 1838 годах. 
5 ноября 1838 года Учредительное собрание провозгласило независимость Гондураса от Соединённых провинций Центральной Америки.  26 октября 1838 года Гондурас провозгласил себя отдельным государством под управлением провинциального правительства Хосе Марии Мартинеса Салинаса. Соответствующий указ датирован 12 ноября 1838 года. Мартинес подписал этот указ и помиловал сепаратистских повстанцев 1827 и 1829 годов.
В течение периода своего временного пребывания на посту главы государства Хосе Мария Мартинес установил процедуры выборов и назначения главы государства в соответствии с Конституцией Государства Гондурас 1825 года. 
Оставил пост по неизвестным причинам, ссылаясь на состояние здоровья. Мартинес был широко известен как один из ключевых игроков, вызвавших распад и выход Гондураса из Соединённых провинций Центральной Америки.